# Samuel Blues
Samo Pivač, bolje znan pod umetniškim imenom Samuel Blues, je slovenski kitarist in vokalist, *1995.
Samo Pivač je začel kot kitarist in pevec blues rock zasedbe Talking Stone, v kateri je igral z Janom Misirjem in Urbanom Kolblom. Leta 2012 so prenehali delovati, Pivač pa si je nekaj časa zatem nadel umetniško ime Samuel Blues in začel ustvarjati glasbo kot solo izvajalec. Vse pesmi napiše in posname sam v svoji domači sobi. Snema analogno, na magnetni trak za štiri zvokovne sledi (4-track), kar velja za lo-fi tehniko snemanja.
Leta 2013 je v digitalni obliki izdal svoj prvi album Claws, Smoke, Hips and Love, leta 2015 pa album Rocket Ships Fly. Oba je možno v celoti slišati na avtorjevem YouTube kanalu.
Novembra 2014 je v Figa Rock Baru v Kopru nastopil kot uvodni akt pred koncertom ameriškega blues rock izvajalca Erica Sardinasa.

## Diskografija
Albumi
- Claws, Smoke, Hips and Love (2013)
- Rocket Ships Fly (2015)
- Lo-fi Car Music (2016)
- Alpska psihadelija (2018)
- Sammy Automatic (2018)
- PARANGAL (2019)
- Triglavski Narodni Pank (2021)

Z Miho Ericem:
- Transformator (2019)